# ویسبادن-ربنهایم
ویسبادن-ربنهایم (به آلمانی: Wiesbaden-Erbenheim) یک منطقهٔ مسکونی در آلمان است که در ویسبادن واقع شده‌است. ویسبادن-ربنهایم  ۹٬۷۵۱ نفر جمعیت دارد.